# Район (Беларусь)

Административно-территориальное деление Республики Беларусь на втором (базовом) уровне

Райо́н (бел. Раён) — административная единица второго (базового) уровня в Беларуси.
Всего — 118 районов. Входят в состав одной из шести областей страны (от 16 до 22 в каждой области). В состав районов не входят города областного подчинения (10 городов, 5 из которых являются областными и районными центрами, 3 — районными центрами), а также город Минск, являющийся самостоятельной административно-территориальной единицей первого уровня.
Районы, в свою очередь, разделены на территории городов и городских посёлков районного подчинения и сельсоветов.

## Аналоги
Районы в Республике Беларусь сходны с районами (улусами) в России и округами (баро) США. Крупные города (Минск, Гомель и др.) разделяются на городские районы.

## Список районов
| Район                  | Самоназвание района  | Административный центр | Область             | Телефонный код |
| ---------------------- | -------------------- | ---------------------- | ------------------- | -------------- |
| Барановичский район    | Баранавіцкі раён     | Барановичи             | Брестская область   | +375 163       |
| Белыничский район      | Бялыніцкі раён       | Белыничи               | Могилёвская область | +375 2232      |
| Березинский район      | Бярэзінскі раён      | Березино               | Минская область     | +375 1715      |
| Берёзовский район      | Бярозаўскі раён      | Берёза                 | Брестская область   | +375 1643      |
| Берестовицкий район    | Бераставіцкі раён    | Большая Берестовица    | Гродненская область | +375 1511      |
| Бешенковичский район   | Бешанковіцкі раён    | Бешенковичи            | Витебская область   | +375 2131      |
| Бобруйский район       | Бабруйскі раён       | Бобруйск               | Могилёвская область | +375 225       |
| Борисовский район      | Барысаўскі раён      | Борисов                | Минская область     | +375 1777      |
| Брагинский район       | Брагінскі раён       | Брагин                 | Гомельская область  | +375 2344      |
| Браславский район      | Браслаўскі раён      | Браслав                | Витебская область   | +375 2153      |
| Брестский район        | Брэсцкі раён         | Брест                  | Брестская область   | +375 162       |
| Буда-Кошелёвский район | Буда-Кашалёўскі раён | Буда-Кошелёво          | Гомельская область  | +375 2336      |
| Быховский район        | Быхаўскі раён        | Быхов                  | Могилёвская область | +375 2231      |
| Верхнедвинский район   | Верхнядзвінскі раён  | Верхнедвинск           | Витебская область   | +375 2151      |
| Ветковский район       | Веткаўскі раён       | Ветка                  | Гомельская область  | +375 2330      |
| Вилейский район        | Вілейскі раён        | Вилейка                | Минская область     | +375 1771      |
| Витебский район        | Віцебскі раён        | Витебск                | Витебская область   | +375 212       |
| Волковысский район     | Ваўкавыскі раён      | Волковыск              | Гродненская область | +375 1512      |
| Воложинский район      | Валожынскі раён      | Воложин                | Минская область     | +375 1771      |
| Вороновский район      | Воранаўскі раён      | Вороново               | Гродненская область | +375 1594      |
| Ганцевичский район     | Ганцавіцкі раён      | Ганцевичи              | Брестская область   | +375 1646      |
| Глубокский район       | Глыбоцкі раён        | Глубокое               | Витебская область   | +375 2156      |
| Глусский район         | Глускі раён          | Глуск                  | Витебская область   | +375 2230      |
| Гомельский район       | Гомельскі раён       | Гомель                 | Гомельская область  | +375 232       |
| Горецкий район         | Горацкі раён         | Горки                  | Могилёвская область | +375 2233      |
| Городокский район      | Гарадоцкі раён       | Городок                | Витебская область   | +375 2139      |
| Гродненский район      | Гродзенскі раён      | Гродно                 | Гродненская область | +375 15        |
| Дзержинский район      | Дзяржынскі раён      | Дзержинск              | Минская область     | +375 1716      |
| Добрушский район       | Добрушскі раён       | Добруш                 | Гомельская область  | +375 2333      |
| Докшицкий район        | Докшыцкі раён        | Докшицы                | Витебская область   | +375 2157      |
| Дрибинский район       | Дрыбінскі раён       | Дрибин                 | Могилёвская область | +375 2248      |
| Дрогичинский район     | Драгічынскі раён     | Дрогичин               | Брестская область   | +375 1644      |
| Дубровенский район     | Дубровенскі раён     | Дубровно               | Витебская область   | +375 2137      |
| Дятловский район       | Дзятлаўскі раён      | Дятлово                | Гродненская область | +375 1563      |
| Ельский район          | Ельскі раён          | Ельск                  | Гомельская область  | +375 2354      |
| Жабинковский район     | Жабінкаўскі раён     | Жабинка                | Брестская область   | +375 1641      |
| Житковичский район     | Жыткавіцкі раён      | Житковичи              | Гомельская область  | +375 2353      |
| Жлобинский район       | Жлобінскі раён       | Жлобин                 | Гомельская область  | +375 2334      |
| Зельвенский район      | Зэльвенскі раён      | Зельва                 | Гродненская область | +375 1564      |
| Ивановский район       | Іванаўскі раён       | Иваново                | Брестская область   | +375 1652      |
| Ивацевичский район     | Івацэвіцкі раён      | Ивацевичи              | Брестская область   | +375 1645      |
| Ивьевский район        | Іўеўскі раён         | Ивье                   | Гродненская область | +375 1595      |
| Калинковичский район   | Калінкавіцкі раён    | Калинковичи            | Гомельская область  | +375 2345      |
| Каменецкий район       | Камянецкі раён       | Каменец                | Брестская область   | +375 1631      |
| Кировский район        | Кіраўскі раён        | Кировск                | Могилёвская область | +375 2237      |
| Клецкий район          | Клецкі раён          | Клецк                  | Минская область     | +375 1793      |
| Климовичский район     | Клімавіцкі раён      | Климовичи              | Могилёвская область | +375 2244      |
| Кличевский район       | Клічаўскі раён       | Кличев                 | Могилёвская область | +375 2236      |
| Кобринский район       | Кобрынскі раён       | Кобрин                 | Брестская область   | +375 1642      |
| Копыльский район       | Капыльскі раён       | Копыль                 | Минская область     | +375 1719      |
| Кореличский район      | Карэліцкі раён       | Кореличи               | Гродненская область | +375 1596      |
| Кормянский район       | Кармянскі раён       | Корма                  | Гомельская область  | +375 2337      |
| Костюковичский район   | Касцюковіцкі раён    | Костюковичи            | Могилёвская область | +375 2245      |
| Краснопольский район   | Краснапольскі раён   | Краснополье            | Могилёвская область | +375 2238      |
| Кричевский район       | Крычаўскі раён       | Кричев                 | Могилёвская область | +375 2241      |
| Круглянский район      | Круглянскі раён      | Круглое                | Могилёвская область | +375 2234      |
| Крупский район         | Крупскі раён         | Крупки                 | Минская область     | +375 1796      |
| Лельчицкий район       | Лельчыцкі раён       | Лельчицы               | Гомельская область  | +375 2356      |
| Лепельский район       | Лепельскі раён       | Лепель                 | Витебская область   | +375 2132      |
| Лидский район          | Лідскі раён          | Лида                   | Гродненская область | +375 1561      |
| Лиозненский район      | Лёзненскі раён       | Лиозно                 | Витебская область   | +375 2138      |
| Логойский район        | Лагойскі раён        | Логойск                | Минская область     | +375 1774      |
| Лоевский район         | Лоеўскі раён         | Лоев                   | Гомельская область  | +375 2347      |
| Лунинецкий район       | Лунінецкі раён       | Лунинец                | Брестская область   | +375 1647      |
| Любанский район        | Любанскі раён        | Любань                 | Минская область     | +375 1794      |
| Ляховичский район      | Ляхавіцкі раён       | Ляховичи               | Брестская область   | +375 1633      |
| Малоритский район      | Маларыцкі раён       | Малорита               | Брестская область   | +375 1651      |
| Минский район          | Мінскі раён          | Минск                  | Минская область     | +375 17        |
| Миорский район         | Мёрскі раён          | Миоры                  | Витебская область   | +375 2152      |
| Могилёвский район      | Магілёўскі раён      | Могилёв                | Могилёвская область | +375 222       |
| Мозырский район        | Мазырскі раён        | Мозырь                 | Гомельская область  | +375 2351      |
| Молодечненский район   | Маладзечанскі раён   | Молодечно              | Минская область     | +375 1773      |
| Мостовский район       | Мастоўскі раён       | Мосты                  | Гродненская область | +375 1515      |
| Мстиславский район     | Мсціслаўскі раён     | Мстиславль             | Могилёвская область | +375 2240      |
| Мядельский район       | Мядзельскі раён      | Мядель                 | Минская область     | +375 1797      |
| Наровлянский район     | Нараўлянскі раён     | Наровля                | Гомельская область  | +375 2355      |
| Несвижский район       | Нясвіжскі раён       | Несвиж                 | Минская область     | +375 1770      |
| Новогрудский район     | Навагрудскі раён     | Новогрудок             | Гродненская область | +375 1597      |
| Октябрьский район      | Акцябрскі раён       | Октябрьский            | Гомельская область  | +375 2357      |
| Оршанский район        | Аршанскі раён        | Орша                   | Витебская область   | +375 216       |
| Осиповичский район     | Асіповіцкі раён      | Осиповичи              | Могилёвская область | +375 2235      |
| Островецкий район      | Астравецкі раён      | Островец               | Гродненская область | +375 1591      |
| Ошмянский район        | Ашмянскі раён        | Ошмяны                 | Гродненская область | +375 1593      |
| Петриковский район     | Петрыкаўскі раён     | Петриков               | Гомельская область  | +375 2350      |
| Пинский район          | Пінскі раён          | Пинск                  | Брестская область   | +375 165       |
| Полоцкий район         | Полацкі раён         | Полоцк                 | Витебская область   | +375 214       |
| Поставский район       | Пастаўскі раён       | Поставы                | Витебская область   | +375 2155      |
| Пружанский район       | Пружанскі раён       | Пружаны                | Брестская область   | +375 1632      |
| Пуховичский район      | Пухавіцкі раён       | Марьина Горка          | Минская область     | +375 1713      |
| Речицкий район         | Рэчыцкі раён         | Речица                 | Гомельская область  | +375 2340      |
| Рогачёвский район      | Рагачоўскі раён      | Рогачёв                | Гомельская область  | +375 2339      |
| Россонский район       | Расонскі раён        | Россоны                | Витебская область   | +375 2159      |
| Светлогорский район    | Светлагорскі раён    | Светлогорск            | Гомельская область  | +375 2342      |
| Свислочский район      | Свіслацкі раён       | Свислочь               | Гродненская область | +375 1513      |
| Сенненский район       | Сенненскі раён       | Сенно                  | Витебская область   | +375 2135      |
| Славгородский район    | Слаўгарадскі раён    | Славгород              | Могилёвская область | +375 2246      |
| Слонимский район       | Слонімскі раён       | Слоним                 | Гродненская область | +375 1562      |
| Слуцкий район          | Слуцкі раён          | Слуцк                  | Минская область     | +375 1795      |
| Смолевичский район     | Смалявіцкі раён      | Смолевичи              | Минская область     | +375 1776      |
| Сморгонский район      | Смаргонскі раён      | Сморгонь               | Гродненская область | +375 1592      |
| Солигорский район      | Салігорскі раён      | Солигорск              | Минская область     | +375 174       |
| Стародорожский район   | Старадарожскі раён   | Старые Дороги          | Минская область     | +375 1792      |
| Столбцовский район     | Стаўбцоўскі раён     | Столбцы                | Минская область     | +375 1717      |
| Столинский район       | Столінскі раён       | Столин                 | Брестская область   | +375 1655      |
| Толочинский район      | Талачынскі раён      | Толочин                | Витебская область   | +375 2136      |
| Узденский район        | Уздзенскі раён       | Узда                   | Минская область     | +375 1718      |
| Ушачский район         | Ушацкі раён          | Ушачи                  | Витебская область   | +375 2158      |
| Хойникский район       | Хойніцкі раён        | Хойники                | Гомельская область  | +375 2346      |
| Хотимский район        | Хоцімскі раён        | Хотимск                | Могилёвская область | +375 2247      |
| Чаусский район         | Чавускі раён         | Чаусы                  | Могилёвская область | +375 2242      |
| Чашникский район       | Чашніцкі раён        | Чашники                | Витебская область   | +375 2133      |
| Червенский район       | Чэрвеньскі раён      | Червень                | Минская область     | +375 1714      |
| Чериковский район      | Чэрыкаўскі раён      | Чериков                | Могилёвская область | +375 2243      |
| Чечерский район        | Чачэрскі раён        | Чечерск                | Гомельская область  | +375 2332      |
| Шарковщинский район    | Шаркаўшчы́нскі раён   | Шарковщина             | Витебская область   | +375 2154      |
| Шкловский район        | Шклоўскі раён        | Шклов                  | Могилёвская область | +375 2239      |
| Шумилинский район      | Шумілінскі раён      | Шумилино               | Витебская область   | +375 2130      |
| Щучинский район        | Шчучынскі раён       | Щучин                  | Гродненская область | +375 1514      |